# Pelobatidae
Pelobatidae é uma família de anfíbios pertencentes à ordem anura, subordem Mesobatrachia.
Esta família contém um único género, o Pelobates com 4 espécies:
- Sapo-de-unha-negra - Pelobates cultripes
- Pelobates fuscus
- Pelobates syriacus
- Pelobates varaldii